# Точечная ликвидация
Точечная ликвидация (ивр. סיכול ממוקד‎ — букв. сфокусированное предотвращение) — термин, появившийся во время интифады Аль-Аксы для обозначения военных действий Армии обороны Израиля, направленных на уничтожение террористов.
В американской прессе используется термин «targeted killing» (с англ. — «целенаправленное убийство»). В израильской левой газете Хаарец называют операции такого рода «покушениями»; в арабской прессе используется похожий термин (араб. اغتيالات‎).

## История вопроса

### Ранняя история
По мнению политолога Алека Эпштейна, тактика точечных ликвидаций не является изобретением XX века. История данного явления восходит к библейским временам, и находит отклик в деятельности еврейских военизированных организаций «ЭЦЕЛЬ» и «ЛЕХИ». Примером такой ликвидации является убийство Фольке Бернадота.
Эту тактику руководство Израиля применяло ещё до начала интифады Эль Аксы. Наиболее вероятно, что первой жертвой такой операции стал глава египетской разведки в Газе Мустафа Хафез, который был ликвидирован в июле 1956 года. Он отвечал за подготовку арабских террористических групп, называвших себя фидаинами и нападавших на мирное население и военных Израиля. Против Хафеза использовали египетского же шпиона, которого сам Хафез заслал в Израиль для внедрения в израильские службы безопасности в качестве агента. Шпиону дали пакет для доставки высокопоставленному чиновнику в Секторе Газа, но, как и полагали израильтяне, сначала пакет попадёт в руки египетской разведке, и подложили в него взрывное устройство. Израильский план сработал, Хафез подорвался и скончался в больнице через некоторое время.
Ни египетская, ни израильская пресса не рассказали истинных причин смерти. Одна из них рассказала о его героической смерти от мины, а другая о смерти от рук своих же фидаинов. Таким же образом был убит и коллега Хафеза по подготовке фидаинов в Иордании, полковник египетской армии Салахеддин Мустафа. Израильская разведка не заявляла открыто о своей причастности к данным смертям, поэтому никакого международного резонанса эти случаи не получили.
Не имеется данных об участии действующего главы правительства Давида Бен-Гуриона в планировании данных операций, но согласно его позиции, Израиль не мог позволить себе осуществлять хладнокровные убийства людей, этим можно объяснить отсутствие подобных ликвидаций в следующие шесть лет.
К тактике точечных ликвидаций Израиль прибегнул в 1960-х годах, направлены они были против немецких учёных, помогавших Египту в создании ракет дальнего радиуса действия. Учёным присылались посылки с бомбами, подобная политика вынудила немцев вернуться на родину, сломав планы египетского руководства.

### Операция «Гнев Божий»
На олимпиаде в Мюнхене 1972 года террористы палестинской организации «Чёрный сентябрь» убили 11 членов израильской олимпийской сборной (4 тренеров, 5 спортсменов и 2 судей). Премьер-министр Израиля Голда Меир заявила, что «убийцы не останутся безнаказанными».
Эпштейн считает, что ликвидации этого периода отличались от таковых в первые годы существования государства. Если ликвидации египетских военных имели оборонительный характер, то операции против виновных в теракте на Олимпиаде носили характер мести. Кроме того, по его мнению, ведущую роль в планировании этих операций принимало активное участие политическое руководство страны и военным отводилась меньшая роль, а ранее ситуация была полностью противоположная.
По другим источникам, операцию планировали профессионалы, а специально созданный «Комитет-Х» во главе с Голдой Меир и министром обороны Моше Даяном принимал конкретное решение по каждой из представленных Моссадом от 10 до 17 целей.
К июню 1973 года 13 человек из 17, числящихся в списке «Моссад», были уничтожены.
21 июля 1973 года израильская разведка допустила ошибку, приняв за Али Хасана Саламе, спланировавшего теракт на мюнхенской Олимпиаде, официанта родом из Марокко, внешне похожего на Саламе. Происходило это в Норвегии, на глазах беременной жены Саламе. Израильские агенты были задержаны. Из-за этого провала глава «Моссада» Цви Замир ушел в отставку, и точечные ликвидации были приостановлены.
В 1974 году Саламе сопровождал Ясира Арафата во время выступления последнего в ООН.
Операция была возобновлена в 1979 году, и Саламе был убит. В конечном счёте, большинство приговорённых в рамках операции террористов было уничтожено.

### Борьба с террором
После 1974 года Организация освобождения Палестины (ООП) начинает получать международное признание, продолжая террористическую деятельность против Израиля. Правительство Голды Меир было против создания палестинского государства. Проводились крупные антитеррористические операции. Израильские спецслужбы принимали попытки ликвидации таких лидеров ООП, как Ясир Арафат и Халиль аль-Вазир (Абу Джихад). Позже израильский политический и военный деятель Ариэль Шарон сожалел о том, что не была реализована ликвидация Арафата. Политолог Алек Эпштейн отмечает, что Израиль мог ликвидировать Арафата на протяжении многих лет, но убийство столь высокопоставленного в палестинском движении человека, как Ясир Арафат было политическим, а не моральным вопросом, хотя оснований для ликвидации Арафата было достаточно, так как он много лет руководил антиизраильской деятельностью.
Если высшее лицо ООП имело некоторую неприкосновенность, то его соратники нет. Так, в апреле 1988 года, после теракта, получившего название «Автобус матерей», в Тунисе была проведена ликвидация Абу Джихада, ответственного за убийства многих израильтян. Официально Израиль отверг свою причастность к данной ликвидации, премьер-министр Ицхак Шамир сказал, что он узнал о его убийстве по радио.
Для ликвидаций создавались целые подразделения Армии Обороны Израиля. Во время волнений в Секторе Газа в 1970—1973 годах были созданы подразделения «Шакед» и «Римон», ликвидировавшие около трехсот террористов. Опыт этих формирований пригодилась через много лет, когда были созданы отряды спецназовцев «Дувдеван» и «Шимшон», которые вели войну с террористами на арабских территориях, и маскировались под арабов. Было совершено множество ликвидаций в начале 1990-х годов.
В январе 1996 года в секторе Газа с помощью заминированного сотового телефона был ликвидирован Яхья Аяш, ответственный за  теракты в Афуле, Хадере, Тель-Авиве, Иерусалиме, на перекрёстке Бейт-Лид, в которых в общей сложности погибло не менее 90 израильтян.
В сентябре 1997 года израильские спецслужбы потерпели провал при попытке ликвидировать Халеда Машаля. В Иордании ему впрыснули в ухо яд, но израильтяне были схвачены. Израилю пришлось выдать Иордании противоядие, Машаль выжил, а отношения между двумя странами стали хуже.
Некоторые из последующих операций:
- Ликвидация Салаха Шехаде (2002).
- Ликвидация лидера организации «ХАМАС» шейха Ахмеда Яси́на (2004).
- Ликвидация Азиза Рантиси - преемника Яси́на (2004).

## Цели
Применяя «Точечные ликвидации», Израиль преследуют три основные цели:
- предотвращение — в случае так называемых «тикающих бомб», точечная ликвидация террориста, собирающегося совершить террористический акт, это способ предотвратить его.
- устрашение потенциальных террористов
- нанесение вреда инфраструктуре террора.

Согласно решению 2006 года Верховного Суда Израиля точечные ликвидации могут использоваться только как средство предотвращения, но не как месть, наказание или устрашение.

## Исполнение
Наиболее распространенными средствами ликвидации является пуск ракеты по цели с военного вертолёта.
Среди других способов применяется также установка мины, которая запускается в нужный момент, а также сброс бомбы с самолёта, и снайперские выстрелы. Согласно документам, опубликованным через wikileaks, для «ликвидаций» Цахал использует также беспилотные летательные аппараты.
Несмотря на название, «ликвидации» далеко не всегда являются «точечными».
Палестинские террористы живут среди гражданского населения, и точный удар, при котором пострадал бы только террорист, очень трудно осуществить. В результате часто жертвами точечных ликвидаций становились люди, не причастные к цели операции.
Например, при ликвидации Салах Шахаде в июле 2002 года, когда бомба весом в тонну была сброшена на его дом в центре густонаселённого района в Газе. В результате были убиты не только Салах Шахаде и его помощник, но и его жена и дети, а также жители других домов вокруг. Всего было убито 15 палестинцев, в том числе восемь детей.

## Применение другими странами
Тактику точечных ликвидаций применяли и некоторые другие страны. США после терактов 11 сентября 2001 года ликвидировали террористов в нескольких странах мира. Однако эти ликвидации имели некоторые отличия от действий Израиля: как правило, те страны, в которых происходили американские ликвидации, были лояльны по отношению к США и поддерживали их действия, а лидеры Палестинской автономии выражают антиизраильскую позицию. Кроме того, израильские ликвидации происходят всего в нескольких десятках километров от крупнейших городов Израиля, а американские за тысячи километров от основной массы американских граждан.